# Tour of Taihu Lake 2017
Die 8. Tour of Taihu Lake 2017 war ein chinesisches Straßenradrennen. Das Etappenrennen fand vom 10. bis zum 18. Oktober 2017 statt. Zudem gehörte das Radrennen zur UCI Asia Tour 2017 und war dort in der Kategorie 2.1 eingestuft. Gesamtsieger wurde der Italiener Jakub Mareczko von Wilier Triestina.
Den Prolog gewann der Kanadier Guillaume Boivin (Israel Cycling Academy) in 6:12 Minuten zeitgleich vor dem Rumäne Serghei Țvetcov. Boivin übernahm die Gesamtführung. Die erste Etappe um Wuxi gewann der Italiener Nicolas Marini (Nippo) im Massensprint vor Ryan MacAnally (Australien/H&R Block). Boivin behielt die Gesamtführung.
Jakub Mareczko (Italien/Wilier Triestina) siegte auf den Etappen zwei bis vier jeweils im Massensprint. Auf der dritten Etappe holte sich Nicolas Marini das Gelbe Trikot aufgrund von Bonifikationen von Boivin. Mareczko wiedertum sicherte sich auf Etappe vier die Gesamtführung.
Jon Aberasturi (Spanien/Ukyo) wurde auf der fünften Etappe Sieger im Massensprint vor Mareczko, der die Gesamtführung verteidigte.
Die letzten beiden Etappen sicherte sich im Massensprint wieder Mareczko, der bis zum Schluss die Gesamtführung behielt und die gesamte Rundfahrt gewann.

## Wertungstrikots
| Etappe         | Etappensieger    | Gesamtwertung    | Punktewertung  | Nachwuchswertung | Bester Asiate    | Teamwertung            |
| -------------- | ---------------- | ---------------- | -------------- | ---------------- | ---------------- | ---------------------- |
| Prolog         | Guillaume Boivin | Guillaume Boivin | nicht vergeben | Jason Lowndes    | Cheung King-lok  | Israel Cycling Academy |
| 1              | Nicolas Marini   | Guillaume Boivin | Nicolas Marini | Jason Lowndes    | Cheung King-lok  | Israel Cycling Academy |
| 2              | Jakub Mareczko   | Guillaume Boivin | Nicolas Marini | Nicolas Marini   | Cheung King-lok  | Israel Cycling Academy |
| 3              | Jakub Mareczko   | Nicolas Marini   | Jakub Mareczko | Nicolas Marini   | Cheung King-lok  | Israel Cycling Academy |
| 4              | Jakub Mareczko   | Jakub Mareczko   | Jakub Mareczko | Jakub Mareczko   | Cheung King-lok  | Israel Cycling Academy |
| 5              | Jon Aberasturi   | Jakub Mareczko   | Jakub Mareczko | Jakub Mareczko   | Cheung King-lok  | Israel Cycling Academy |
| 6              | Jakub Mareczko   | Jakub Mareczko   | Jakub Mareczko | Jakub Mareczko   | Cheung King-lok  | Israel Cycling Academy |
| 7              | Jakub Mareczko   | Jakub Mareczko   | Jakub Mareczko | Jakub Mareczko   | Kazushige Kuboki | Kolss Cycling Team     |
| Wertungssieger | Wertungssieger   | Jakub Mareczko   | Jakub Mareczko | Jakub Mareczko   | Kazushige Kuboki | Kolss Cycling Team     |